# František Antonín Bernard
František Antonín Bernard (* 23. Juli 1914 in Alt-Ehrenberg, Bezirk Tetschen, Habsburgermonarchie; † 17. Juni 1980 in Neuseeland) war ein tschechoslowakischer Jagdflieger (1939), später im Zweiten Weltkrieg in der französischen L’armee de l’air (1940) und der englischen RAF (1940–1947, 1950–1964) aktiv, u. a. in der Luftschlacht um England. Er war Mitglied der tschechoslowakischen No. 310 Squadron (kurz 1940 und 1944–1945) sowie der 313. Squadron (1942–1943). Wegen der Luftschlacht um England wird F.A. Bernard in Großbritannien auf Denkmälern seit 1993 in Dover und seit 2005 in London genannt, als tschechoslowakischer RAF-Exilpilot seit 2017 in Prag und seit 2019 in seiner Geburtsstadt Staré Křečany.

## Herkunft
František Antonín Bernard wurde laut katholischem Kirchenbuch als Franz v. As. Bernard am 23. Juli 1914 im Dorf Alt Ehrenberg (Staré Křečany) Nr. 284, damals zu Österreich-Ungarn gehörend, bei Schluckenau geboren. Seine Eltern waren Franz Anton Bernard und Antonia, geborene Franke. F. A. Bernard wohnte in einem mehrheitlich deutschsprachigen Landesteil der Tschechoslowakei, ein Familienteil kam aus dem vorwiegend deutschsprechenden Gebiet Alt Ehrenberg, einer aus einem vorwiegend tschechischsprechenden Gebiet (Mnichovo Hradec). Auf seiner Pilotenkarte steht Tschechisch als Muttersprache und Deutsch neben Französisch und Englisch als erste Fremdsprache. Er entschied sich spätestens während der Ausbildung zum Flugzeugmechaniker ab 1936 (Cheb) und dann zum Piloten ab 1937 in Hradec Kralové, für die Tschechoslowakei einzutreten und später zu kämpfen.

## Ausbildungen und Fliegerexil in Polen und Frankreich 1936–1940
Nach seinem Schulabschluss wurde Bernard ab 1936 an der Unteroffizier-Militärfliegerschule in Cheb (Eger) zum Flugzeugmechaniker, ab 1937 an der Militärfliegerakademie in Prostějov (Grundausbildung Flugwesen) und der Militärakademie in Hradec Králové (Königsgrätz) als Kampfpilot ausgebildet. Im März 1939 wurde er Gefreiter, zu diesem Zeitpunkt hatte er 269 Flugstunden absolviert. František A. Bernard ging nach der Besetzung der Tschechoslowakei 1939 nach Polen (Krakau, Bronowice Małe) und reiste im Juli 1939 mit 189 weiteren tschechoslowakischen Militärflüchtlingen vom Ostseehafen Gydnia in Polen mit der „SS Kastelholm“ weiter nach Calais. Vor der geplanten Verlegung zur Ausbildung in der Fremdenlegion im algerischen Sidi Bel Abbès wurde der Krieg erklärt. František Bernard wurde wie die anderen tschechoslowakischen Flieger zur französischen Luftwaffe, der l’armee de l’air versetzt und ab 10. September in Chartres auf französische Modelle umgeschult (Potez XXV, Morane-Saulnier MS.230, Morane-Saulnier MS-406c). Am 10. Mai 1940, nach 38 Flugstunden in Chartres, wurden er und seine tschechoslowakischen Landsleute Stanislav Plzák, Karel Šeda und Josef Hýbler am 13. Mai zur Groupe de Chasse GC II/2 in Chissey versetzt, am 14. Mai folgte Bohumír Fürst, sie flogen MS-406C. Nach der Kapitulation Frankreichs reiste er über Port Vendres, Oran, Casablanca und Gibraltar nach Liverpool, wo er am 12. Juli 1940 eintraf.

## Royal Air Force 1940–1945
F.A. Bernard flog in der Luftschlacht um England. Anschließend war er zunächst Flugausbilder (6. OTU, 1941, No. 2 SFTS, 1942, DTF 1684, 1943), sowie Mitglied der tschechoslowakischen 313. Squadron (1942–1943) und Gruppenkommandant B der No. 310 Squadron in der RAF (1944–1945).

### Ausbildung (1940)
Die Luftschlacht um England war bereits im Gange und es bestand dringender Bedarf an Kampfpiloten. Als ausgebildeter Pilot wurde František A. Bernard rasch zum tschechoslowakischen RAF-Depot in Cosford versetzt, wo er am 27. Juli 1940 seine RAF-Ausbildung sowie Englischunterricht begannen. Am 6. August 1940 wurde František zum neu gegründeten 310. (Tschechoslowakischen) Geschwader in Duxford versetzt, wo er auf Hawker-Hurricane-Kampfflugzeugen umschulte. Am selben Tag flog er mit František Fajtl. Als das 310. (Tschechoslowakische) Geschwader am 17. August einsatzbereit war, standen keine Flugzeuge für weitere Trainingsflüge zur Verfügung und so wurde die Gruppe aus 20 halb ausgebildeten Piloten, einschließlich František Bernard, zum 6. OTU versetzt, um ihre Hurricane-Ausbildung abzuschließen.

### Luftschlacht um England
Am 10. September wurde er zusammen mit seinem tschechoslowakischen Landsmann Rudolf Roháček zum 601. Geschwader (County of London) versetzt, das mit Hurricane Mk. Is ausgerüstet und in Exeter stationiert war. Mit dem 601. Geschwader nahm er ab dem 17. September 1940 an der Luftschlacht um England teil.

### Nach der Luftschlacht um England: (1940–41)
Am 28. Oktober 1940 wurden František und Roháček zum 238. Geschwader in Middle Wallop versetzt, das ebenfalls mit Hurricane Mk Is ausgerüstet war. Dort gelang ihm sein erster Abschuss: Gemeinsam mit F/Lt Morris schoss er am 23. März 1941 um 12:30 Uhr in der Nähe von Arundel, West Sussex, eine Ju88 der II/KG 77 ab. Als František zur Basis zurückkehrte, sah er eine Heinkel He 111 und feuerte eine Salve aus seinen Maschinengewehren ab, doch die gegnerische Maschine konnte in die Wolken fliehen.
Am 1. Mai 1941 wurde er zum 32. Geschwader versetzt, das in Angle in Südwales stationiert war und mit Hurricane Mk IIa-Kampfflugzeugen ausgerüstet war. Mit dem 32. Geschwader erzielte František, zusammen mit F/O Maurice Remy, d. h. Lt. Roger Emile Motte, seinen zweiten und letzten Abschuss im Zweiten Weltkrieg: eine halbe Heinkel He 111 H der Wekusta 51, einer meteorologischen Aufklärungseinheit der Luftwaffe, die am 10. Juni 1941 um 10:30 Uhr vor Carnsore Point, nahe Rosslare, Irland, über der Irischen See abgeschossen wurde.

### Ausbilder RAF (1943)
Nach Abschluss seiner Einsatzzeit wurde er am 18. Oktober 1941 zur Central Flying School versetzt, um dort einen Fluglehrerkurs zu absolvieren. Am 13. Dezember 1941 wurde er als Fluglehrer zur Operational Training Unit Nr. 6 (6 OTU) versetzt. Am 9. April 1942 erhielt er seinen Auftrag im Rang eines P/O und am 8. Juni 1942 wurde er zur No 3 Service Flying Training School (SFTS) in Shellingford versetzt, wo er erneut als Fluglehrer tätig war.
Bernard nahm am 6. August 1942 seinen operativen Flugdienst bei der 313. (Tschechoslowakischen) Staffel wieder auf und flog dort bis zum 22. Juni 1943. Am 9. Oktober 1942 wurde er zum F/O befördert. Vom 22. Juni 1943 an war er bei Flight 1648 eingesetzt, bis er am 16. März 1944 mit seinem neuen Rang als F/Lt, seinem letzten Dienstgrad bei der RAF, zum Defence Training Flight 1684 (Bomber) auf dem RAF-Stützpunkt Little Horwood in Bucks versetzt wurde. Dort simulierte er mit Tomahawk-Flugzeugen Luftkämpfe, um neue Bomberbesatzungen auszubilden.

### Verbindungsoffizier und tschechoslowakisches Geschwader der RAF (1944–45)
Am 5. Mai 1944 wurde er als vorübergehender Verbindungsoffizier zur tschechoslowakischen Generalinspektion (CIG) ins Hauptquartier der 19. Jagdgruppe versetzt. Am 22. Mai 1944 kehrte František in den operativen Flugdienst zurück und wurde zum 310. (Tschechoslowakischen) Geschwader versetzt, das nun in Appledram, Sussex, stationiert war. Dort wurde er Kommandant des B-Schwarms, der sich auf den D-Day vorbereitete. Er blieb bis Kriegsende beim 310. (Tschechoslowakischen) Geschwader, Emil Boček, der 2023 als letzter verstorbene tschechoslowakische Jagdpilot, flog u. a. bei ihm im B-Schwarm.

## Rückkehr in die Tschechoslowakei 1945 und Flucht vor dem Kommunismus 1948
Im August 1945 kehrte er im Dienstgrad Leutnant (tsch. Poručík) (P/O) der tschechoslowakischen Luftwaffe in die Tschechoslowakei zurück, im Februar 1946 wurde er als Oberleutnant dort demobilisiert.
Nach der kommunistischen Machtübernahme in der Tschechoslowakei im Februar 1948 warnte ihn ein befreundeter Polizist vor seiner Verhaftung, er stünde auf einer Liste ehemaliger RAF-Flieger. Er floh in die amerikanische Besatzungszone in Deutschland und nach zwei Jahren in einem DP-Camp kehrte er nach England zurück.

## Wiedereintritt in die RAF 1950–1964
1950 konnte er wieder der Royal Air Force (RAF) beitreten. Als Reaktion auf den so genannten Mau-Mau-Aufstand, einen Kolonialkrieg, wurde er nach Kenia entsandt und für herausragende Leistungen in diesem Konflikt am 6. März 1953 in den Dispatches erwähnt. Am 1. Januar 1957 wurde ihm während desselben Konflikts das Air Force Cross verliehen. Am 23. Juli 1964 schied er im Rang eines F/Lt aus der RAF aus und wanderte nach Neuseeland aus, wo er am 17. Juni 1980 starb.

## Auszeichnungen
- Tschechoslowakisches Kriegskreuz (5×)
- Tschechoslowakische Tapferkeitsmedaille (3×)
- Croix de Guerre mit Palme (Frankreich)
- Stern mit Luftschlacht um England-Verschluss
- Air Crew Europe Star mit Atlantic-Verschluss
- Verteidigungsmedaille
- Kriegsmedaille
- Air Force Cross (Britisch)

## Denkmäler
In seiner Geburtsstadt Alt-Ehrenberg (Staré Křečany) nahe der sächsischen Grenze erinnert seit dem 8. Mai 2019 auf dem Dorfplatz ein steinerner Obelisk mit Gedenktafel an F.A. Bernard, außerdem eine Informationseite für Grundschulen.
Im November 2017 wurde in Klárov, Prag, sein Name zusammen mit den Namen von 2507 anderen tschechoslowakischen Männern und Frauen, die während des Zweiten Weltkriegs in der RAF gedient hatten, am Denkmal des geflügelten Löwen, enthüllt.
Seit 2005 wird „F. A. Bernard“ in GB auf dem Battle of Britain Monument in London (2005) genannt sowie seit 1993 auf dem Battle of Britain Memorial in Dover, Capel-le-Ferne auf der Christopher Foxley-Norris Memorial Wall in der Liste Tschechoslowakischer Piloten in der Luftschlacht um England.